# Jan Schröder (Rechtswissenschaftler)
Jan Schröder (* 28. Mai 1943 in Berlin) ist ein deutscher Rechtswissenschaftler.
Seine Eltern waren der frühere Außenminister Gerhard Schröder (1910–1989) und dessen Ehefrau Brigitte Schröder (1917–2000). Schröder studierte Rechtswissenschaften an den Universitäten Tübingen, Bonn, München und Hamburg. 1969 und 1972 legte er die juristischen Staatsexamina ab. Er promovierte 1969 in Hamburg bei Eberhard Schmidhäuser und habilitierte sich 1978 in Bonn bei Gerd Kleinheyer. 1982 erhielt er einen Ruf auf eine Professur für Bürgerliches Recht und Rechtsgeschichte an der Ruhr-Universität Bochum. Von 1989 bis 2009 hatte er den Lehrstuhl für Deutsche Rechtsgeschichte und Bürgerliches Recht an der Juristischen Fakultät der Universität Tübingen inne. 2009 trat er in den Ruhestand.
Sein Forschungsschwerpunkt ist die Neuere Rechtsgeschichte. Er war von 2001 bis 2010 Mitherausgeber der Zeitschrift für Neuere Rechtsgeschichte und ist ordentliches Mitglied der Mainzer Akademie der Wissenschaften und der Literatur. Ihm wurde 2003 die Ehrendoktorwürde der Universität Stockholm verliehen.
Seine habilitierten Schüler sind Bernd Mertens, Arndt Kiehnle und Daniel Damler. 
Schröder ist verheiratet mit der Diplom-Physikerin Erika Schröder; sie haben einen Sohn, Jakob Schröder.

## Schriften (Auswahl)
- Wissenschaftstheorie und Lehre der „praktischen Jurisprudenz“ auf deutschen Universitäten an der Wende zum 19. Jahrhundert. Klostermann, Frankfurt am Main 1979, ISBN 3-465-01379-4 (Habilitationsschrift Universität Bonn).
- Gesetzesauslegung und Gesetzesumgehung. Das Umgehungsgeschäft in der rechtswissenschaftlichen Doktrin von der Spätaufklärung bis zum Nationalsozialismus. Schöningh, Paderborn 1985, ISBN 3-506-73344-3.
- Justus Möser als Jurist. Heymanns, Köln etc. 1986, ISBN 3-452-20654-8.
- Rechtswissenschaft in der Neuzeit. Geschichte, Theorie, Methode. Bd. 1: Ausgewählte Aufsätze 1976–2009. Mohr Siebeck, Tübingen 2010, ISBN 978-3-16-150336-8.
- Rechtswissenschaft in Diktaturen. Die juristische Methodenlehre im NS-Staat und in der DDR. C. H. Beck, München 2016, ISBN 978-3-406-69606-0.
- (Hrsg. zusammen mit Gerd Kleinheyer): Deutsche und europäische Juristen aus neun Jahrhunderten. Eine biographische Einführung in die Geschichte der Rechtswissenschaft (= UTB. Band 578), Müller, Juristischer Verlag, Heidelberg 1976; 6. Auflage, Mohr Siebeck, Tübingen 2017, ISBN 978-3-8252-4526-9.
- Recht als Wissenschaft. Geschichte der juristischen Methodenlehre in der Neuzeit (1500–1990). 3. Auflage, 2 Bände, C. H. Beck, München 2020, ISBN 978-3-406-76089-1.
- Rechtswissenschaft in der Neuzeit. Geschichte, Theorie, Methode. Bd. 2: Ausgewählte Aufsätze 1987 bis 2022. Mohr Siebeck, Tübingen 2023, ISBN 978-3-16-161381-4.

Festschrift
- Arndt Kiehnle, Bernd Mertens, Gottfried Schiemann (Hrsg.): Festschrift für Jan Schröder zum 70. Geburtstag am 28. Mai 2013. Mohr Siebeck, Tübingen 2013, ISBN 978-3-16-152658-9.